# Kalla krigets fordon
Kalla krigets fordon var en svensk TV-serie som visade fordonen svenska Krigsmakten använde under Kalla kriget.

## Bakgrund
Serien, som producerades av Mediabruket med stöd av Sveriges militärhistoriska arv och Svenskt militärhistoriskt bibliotek, visades i Sveriges Television under 2014. Även NRK visade serien, då under namnet Kjøretøy fra den kalde krigen. Sommaren 2015 hade säsong 2 premiär.

## Säsong 1
(#, namn, sändningsdatum i SVT, fordonsutlånare)
1. Terräng- och personlastbilen Volvo Valpen, 22 juni, Arsenalen
2. Bandartilleripjäsen Bandkanon 1, 29 juni, Föreningen P5.
3. Per Albin-bussen, 6 juli Arsenalen.
4. Militärcykeln M/42, 13 juli, Föreningen P5.
5. KP-bilen, även kallad "likkistan", 20 juli Arsenalen.
6. Stridsvagnen, 27 juli.
7. Bandvagn 202/203, 3 augusti, Föreningen P5.
8. Pansarbandvagn 501, 10 augusti, Föreningen P5.

## För- och eftertexter
- Fotograf: Jon Jogensjö
- Redigering: Kalle Nordberg
- Programledare: Melker Becker
- Producent: Veronica Johansson
- Musik: Martin Hallin
- Ljudbearbetning: Ola Eliasson
- Modellbyggare: Jonas Dahlberg
- Projektledare: Johanna Becker
- Arkivmaterial: Armé-, Marin- och Flygfilm, Krigsarkivet.